# Bernardo Bitti
Compléments
Bitti, peintre maniériste, est un des fondateurs de l'école de Cuzco
Bernardo Demócrito Bitti, né en 1548 à Camerino (Macerata) en Italie et décédé en 1610 à Lima dans la vice-royauté du Pérou, était un frère jésuite italien. Peintre maniériste et missionnaire au Pérou il orna de ses toiles de nombreuses églises du Pérou et de Bolivie .    

## Biographie
Né à Camerino, près de Macerata, en 1548 de Paul et Cornelia Bitti le jeune Bernardo est déjà apprenti artiste-peintre lorsqu’il entre dans la Compagnie de Jésus comme frère coadjuteur le 2 mai 1568. Il fait son noviciat à San Andrea, à Rome. 
En 1573, sa formation spirituelle et religieuse étant terminée, il est affecté à la mission du Pérou par le supérieur général Everard Mercurian, à la demande expresse de Diego de Bracamonte, procureur officieux de la province du Pérou. On souhaite qu’il mette son art au service de l’évangélisation. 
Le 31 mai 1575 il arrive à Lima, en compagnie des pères Juan de la Plaza et Bracamonte. Ainsi il œuvre à Lima à partir de 1575 mais, suivant les demandes et œuvres à accomplir, on le sait à Cuzco en 1583 et également dans d’autres villes du Pérou (Juliaca, Puno, Arequipa, Ayacucho [Huamanga])  ou de Bolivie (La Paz, Potosí, Sucre [Chuquisaca]). Il retourne à Cuzco entre 1595 et 1598, alternant séjours à Chuquisaca et Arequipa. Dans chaque ville, il œuvre pour les jésuites locaux, sculptant et réalisant peintures et toiles pour retables d’autel. 
En 1599, il écrit de Chuquisaca au Supérieur général, lui demandant la permission de rentrer en Italie.  Le père Claudio Acquaviva lui suggère (13 novembre 1600), comme sacrifice à Dieu, d'offrir à ce pays le peu qu’il lui reste de vivre plutôt que de l’exposer « au danger qu’elle peut avoir sur de si longs chemins de mer et de terre ». À partir de 1601 le frère Bitti se trouve à Lima. Bien que très affaibli il ne semble pas qu’il ait interrompu son travail. Il est très apprécié par ses contemporains, autant comme artiste que comme religieux.  
Le frère Bernardo Bitti, meurt à Lima en 1610, à l’âge de 62 ans.

## Style artistique

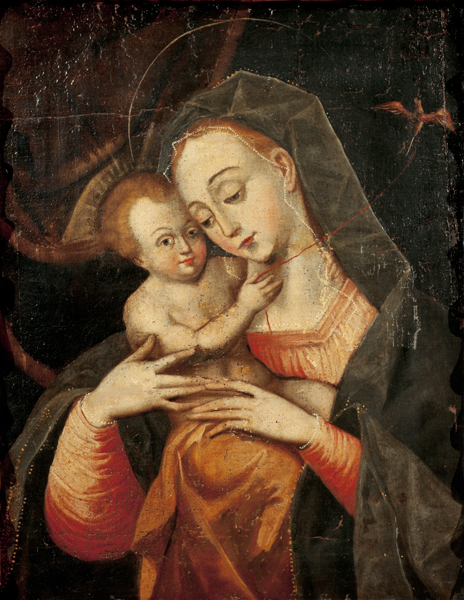
Madonna (La Paz)

Dans ses premières œuvres, le frère Bitti a suivi les maniéristes romains Federico Zuccari et Giorgio Vasari, mais a progressivement acquis un style personnel, qui atteint sa meilleure expression dans les peintures de l’église jésuite de Chuquisaca (Sucre). Bien qu’il ait montré sa capacité à s’adapter à l’environnement culturel péruvien (quechua), son art est resté fidèle à la manière italienne dans l’expression des espaces et des figures humaines.
Étant religieux le frère Bitti ne signa aucune de ses toiles mais son style y est facilement reconnaissable. Caractéristiques sont par exemple l’utilisation prédominante de la ligne, la suggestion discrète des volumes, les figures allongées, la posture de ses personnages. La légèreté des tissus et leurs couleurs pastel répondent à un désir d’idéalisation de ses figures.

## Influence
Son art a renforcé l’école de Cuzco - un mouvement artistique amérindien - influençant d’autres artistes, dont Gregorio Gamarra (es), Lazarus Pardo Lagos, Diego Cusi Guaman et le jésuite Diego de la Puente, son disciple, qui sera son successeur.
Les œuvres de Bitti sont pour la plupart des retables dans les églises jésuites de Lima (la Basilique Saint-Pierre), Arequipa et Juli, dans la cathédrale de Cuzco, ainsi que dans les musées de la cathédrale et de Santa Clara, à Sucre. Maître-peintre, son influence fut considérable. Les musées de Bolivie contiennent nombres de toiles anonymes appartenant à son école. 
En collaboration avec un autre frère jésuite, Pedro de Vargas (es), il réalisa à Lima et Cuzco un bon nombre d’œuvres de sculpture sur bois et de bas-relief en maguey, matériau largement utilisé par les Amérindiens.